# Bertil Ohlson
Bertil Gustaf Emanuel Ohlson, född 22 januari 1899 i Kristianstad, död 6 september 1970 i Linköping, var en svensk friidrottare (mångkamp). Han tävlade för klubben Upsala Studenters IF och vann SM i tiokamp år 1922. Vid OS i Antwerpen 1920 tog han bronsmedalj i tiokamp och kom sjua i femkamp.